# 一直孫氏
一直孫氏（韓語：일직 손씨），又稱安東孫氏（韓語：안동 손씨），朝鮮氏族，以慶尚南道安東市為本貫的氏族。
始祖是中國宋代歸化高麗的漢人荀凝。
根據大韓民國安東市一直面松里里的[孫洪亮遺墟碑]記錄，到了荀凝的第五代子孫孫洪亮的時候，因“荀”字與高麗顯宗的名諱相同，獲賜姓“孫”。
他後代武將輩出，高麗王朝時的將軍孫幹和孫元裕、朝鲜王朝時抵抗豐臣秀吉入侵的義兵將領孫處訥，丁卯胡乱之際活躍的義兵將孫遴和同知中樞府事孫必憶也是他後人。